# Ferenczy Mária
Ferenczy Mária (1941. október 7. – 2017. december 28.) sinológus, művelődéstörténész, 1988 és 2003 között a Hopp Ferenc Kelet-ázsiai Művészeti Múzeum gyűjteményigazgatója. Az ELTE Bölcsészettudományi Kar egykori tanára.

## Pályafutása
Ferenczy Mária 1960-ban érettségizett a Budapesti Radnóti Miklós Gimnáziumban. Középiskolai tanulmányversenyen elért eredményének köszönhetően még ebben az évben felvételt nyert az ELTE Bölcsészettudományi Kar történelem-kínai szakára, ahol okleveles középiskolai tanár, és előadói diplomát szerzett.
1965-66 között a Kínai Nyelv Akadémiájának ösztöndíjasa volt.
1966-ban megvédte doktori disszertációját.
1966 és 1970 között az ELTE Bölcsészettudományi Kar Kínai és Kelet-Ázsiai Tanszékének könyvtárosaként dolgozott.
1970-től 71-ig a Lomonoszov Egyetem Kínai Tanszékén volt ösztöndíjas sinológiai kutató.
1971 és 1985 között az ELTE BTK Kínai Tanszék kutatóként, majd előadóként tevékenykedett.
1980-tól 1988-ig az MTA, Orientalisztikai Munkaközösségének tudományos munkatársa volt.
1988-tól 2003-ig a Hopp Ferenc Kelet-ázsiai Művészeti Múzeum gyűjteményigazgatója.

## Jelentősebb publikációi
- Csongor Barnabás–Ferenczy Mária: A kínai nevek és szavak magyar átírása; Akadémiai, Bp., 1993
- Ferenczy Mária–Kincses Károly: Mandarin öszvérháton. Hopp Ferenc fényképei; Magyar Fotográfiai Múzeum–Hopp Ferenc Kelet-Ázsiai Művészeti Múzeum, Kecskemét–Bp., 1999 (A magyar fotográfia történetéből)
- A tíz bambusz csarnoka. Könyv- és nyomdászattörténeti kiállítás a Kínai Nemzeti Könyvtár kincseiből. 2003. október 1–december 23.; katalógus szerk. Ferenczy Mária, OSZK, Bp., 2003

Cikkei jelentek meg az Arc Decorativa című folyóiratban.